# Genocide op de Jezidi's

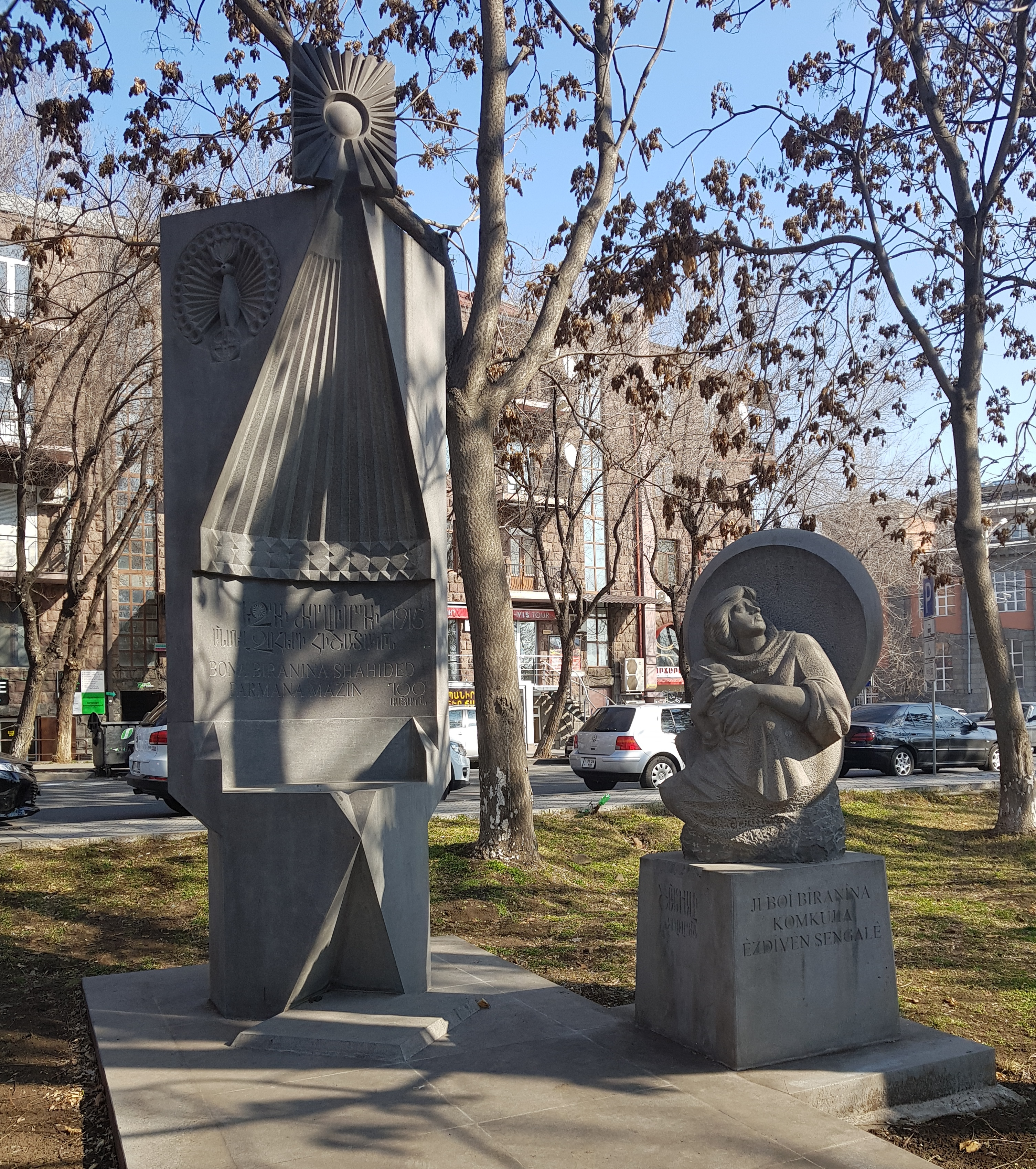
Monument in Jerevan ter herinnering aan de genocide op de Jezidi's door de Islamitische Staat

Met de genocide op de Jezidi's wordt de massamoord op en de deportatie van duizenden Irakese Jezidi's bedoeld, die als genocide is aan te merken.

## Gebeurtenissen
Tijdens de burgeroorlog in Irak en Syrië, die ontstond na de Irakoorlog in 2003 met de val van het regime van Saddam Hoessein en de Arabische lente in 2010, werden in 2014 en 2015 de Jezidi's van Irak door Islamitische Staat (IS of ISIS) aangevallen, vermoord of afgevoerd en als slaven verkocht.
De stad en de regio Sinjar in Noordwest-Irak werden voornamelijk bewoond door Jezidi's voordat ze door IS werden veroverd. In juni 2014 kreeg IS aanzienlijke gebieden van noordelijk Irak in handen. Terwijl Irakese regeringstroepen vluchtten voor de oprukkende strijders van IS, namen Irakees-Koerdische Peshmerga-strijders een deel van noordelijk Irak over.
Het gebied viel op de ochtend van 3 augustus 2014 in handen van IS. IS-strijders vernietigden een sjiitisch heiligdom, doodden vele tegenstanders en stelden de overlevende bewoners voor de keuze zich loyaal te verklaren of alsnog te worden gedood. Vele inwoners van de omringende dorpen sloegen hierop op de vlucht. Volgens hen dwongen IS-strijders Jezidi's met geweld zich te bekeren tot de islam; op Twitter-accounts van IS-strijders verschenen foto's en filmpjes van wrede executies.
Bijna 200.000 burgers, voornamelijk Jezidi's tezamen met sjiieten en Koerden, slaagden erin te ontkomen. Ongeveer 50.000 van de Jezidi's vluchtten naar het Sinjar-gebergte, waar ze vast kwamen te zitten zonder voedsel, water of medische hulp en dood door verhongering en uitdroging dreigde. Daar vonden vervolgens droppings van voedsel en water plaats vanuit Irakese, Amerikaanse en Britse helikopters en vliegtuigen.
Meer dan een jaar later, in november 2015, werd door de Peshmerga-strijders de stad heroverd. Het precieze lot van vele overlevende bewoners bleef onbekend: vele Jezidi's zouden zijn afgevoerd naar door IS beheerst Syrisch grondgebied, waaronder de stad Ar-Raqqah die door IS in juni 2014 werd uitgeroepen als hoofdstad van hun kalifaat.

## Internationale reacties
Nadat reeds in 2013 was gesteld dat door meerdere partijen in de Syrische Burgeroorlog oorlogsmisdaden werden gepleegd, klonk reeds tijdens de gebeurtenissen in 2014 in de internationale gemeenschap alom de beschuldiging van genocide op de Jezidi's door IS, terwijl overigens door de organisatie International Association of Genocide Scholars (IAGS) in maart 2014 in een resolutie ook gesteld werd dat tevens de Syrische regering van Bashar al-Assad in de strijd tegen opstandelingen zich schuldig zou maken aan misdaden tegen de menselijkheid die zouden "grenzen aan genocide". In die resolutie werd de Veiligheidsraad van de Verenigde Naties opgeroepen de ISIS-situatie aan te brengen bij het Internationaal Strafhof voor onderzoek en vervolging.
Op 5 september 2014 gaf de organisatie Genocide Watch een "genocide emergency alert" af.
In 2015 meldde het VN-mensenrechtencommissariaat OHCHR in het Report of the Office of the United Nations High Commissioner for Human Rights on the human rights situation in Iraq in the light of abuses committed by the so-called Islamic State in Iraq and the Levant and associated groups dat er inderdaad een verdenking was van genocide. Daarin werd ook aangegeven dat strijders van IS tevens misdaden tegen de menselijkheid konden hebben gepleegd en oorlogsmisdaden tegen burgers, onder wie kinderen.
In juni 2016 kondigde de Brits-Libanese advocate en mensenrechten-activiste Amal Clooney aan deze gestelde genocide aanhangig te zullen maken bij het Internationaal Strafhof, zoals eerder al in 2014 aan de VN-Veiligheidsraad was aanbevolen door de IAGS.
Kort daarna kwam ook een panel van onderzoekers van de OHCHR in een vervolgrapport tot de conclusie dat er sprake bleek van - nog voortdurende - genocide volgens de daarvoor geldende definitie in het internationale recht.
In augustus 2016 kondigde de anti-slavernijorganisatie Walk Free eveneens aan zich tot de VN-Veiligheidsraad te wenden met een petitie waarin opgeroepen werd (ook) de gedwongen huwelijken en seksuele slavernij van vrouwen in de door ISIS veroverde gebieden in Irak te laten vervolgen door het Internationaal Strafhof.

## Erkenning als genocide
- Europese Unie: Op 4 februari 2016 stemde het Europees Parlement unaniem in met een resolutie die erkende 'dat "ISIS/Da'esh" zich schuldig maakt aan het plegen van genocide jegens christenen, jezidi's en andere religieuze en etnische minderheden die het oneens zijn met de interpretatie van de islam van "ISIS/Da'esh", en dat hiervoor dus actie vereist is op grond van het Verdrag van de Verenigde Naties inzake de voorkoming en bestraffing van genocide uit 1948.'[13][14] Bovendien riep het Europees Parlement op om degenen die opzettelijk wandaden begingen om etnische of religieuze redenen om te worden vervolgd om het schenden van het internationaal recht en het plegen van misdaden tegen de menselijkheid en genocide.[13][14]

- Verenigde Naties: Op 10 mei 2021 publiceerde de United Nations Investigative Team to Promote Accountability for Crimes Committed by Da'esh/ISIL (UNITAD) een rapport waarin het uiteenzette dat de daden van ISIS tegen jezidi's in Irak genocide waren.[15][16]

- België: Op 30 juni 2021 keurde de Kamercommissie Buitenlandse Betrekkingen unaniem een resolution goed van oppositieleden Georges Dallemagne (cdH) en Koen Metsu (N-VA) om de massamoord van IS op duizenden Jezidische mannen en de totslaafmaking van duizenden Jezidische vrouwen en meisjes in august 2014 te erkennen als genocide. De resolutie, die waarschijnlijk ook met ruime meerderheid goedgekeurd zou worden door de Kamer van volksvertegenwoordigers zelf, riep de Belgische regering op om haar inspanningen te vergroten om slachtoffers te ondersteunen en daders te vervolgen (ofwel in het Internationaal Strafhof ofwel in een nieuw op te richten ad hoc tribunaal).[17]

- Nederland: Op 6 juli 2021 nam de Tweede Kamer der Staten-Generaal met algemene stemmen een motie aan van Anne Kuik (CDA) die de misdaden van Islamitische Staat tegen de Jezidische bevolking erkende als genocide en misdaden tegen de menselijkheid.[18]

## Verwijzingen
- (en)  G Stanton voor Genocidewatch. The 8 Stages of Genocide, 1998.